# Antyczny wojownik
Antyczny wojownik (także Wojownik) – rysunek Leonarda da Vinci pochodzący z ok. 1472 roku. Znajduje się w zbiorach Muzeum Brytyjskiego w Londynie.
Jest to jeden z najwcześniejszych rysunków Leonarda. Przedstawia on profil rzymskiego żołnierza. Jest on starszym człowiekiem, jego twarz wyraża dostojność. Policzki są obwisłe, nos haczykowaty, szczęka wysunięta. Na głowie żołnierza jest bogato zdobiony hełm. Napierśnik zdobi głowa ryczącego lwa.
Wojownik został narysowany metalowym sztyftem na podbarwionym papierze. Rysunek ma wymiary 28,5 × 20,7 cm. Dzięki delikatnemu kreskowaniu Leonardo zdołał subtelnie wymodelować twarz. Jednocześnie przez przesadne uwydatnienie policzków, brwi i warg twarz wojownika jest również groteskowa.
Rysunek wykazuje wpływ twórczości Andrei del Verrocchia. Giorgio Vasari podaje, że Andrea del Verrocchio jest autorem brązowej płaskorzeźby przedstawiającej wojownika perskiego króla Dariusza. Zdaniem Charlesa Nicholla rysunek Leonarda stanowi odwzorowanie płaskorzeźby. Z kolei według Waltera Isaacsona Leonardo mógł zainspirować się hełmem zaprojektowanym przez warsztat Verrocchia. Hełm stanowił upominek dla Galeazza Marii Sforzy.